# Le incredibili avventure del signor Grand col complesso del miliardo e il pallino della truffa
Le incredibili avventure del signor Grand col complesso del miliardo e il pallino della truffa (The Magic Christian) è un film diretto da Joseph McGrath, uscito nelle sale inglesi il 12 dicembre 1969 e distribuito in Italia a partire dal 1971.
Il soggetto, liberamente tratto dal racconto Il grande Guy (1959) di Terry Southern, è riambientato in Inghilterra alla fine degli anni sessanta. Oltre a Peter Sellers il film ha per coprotagonista Ringo Starr, allora batterista di The Beatles.

## Trama
Sir Guy Grand è un multimiliardario eccentrico che, nauseato dalla gente del suo rango e non avendo figli, adotta un vagabondo orfano incontrato per caso a dormire in un parco, lo nomina erede universale e gli insegna che l'avidità umana non ha limiti e che chiunque ha un prezzo, basta essere in grado di pagarlo. Grazie quindi a risorse economiche praticamente inesauribili, Grand si diletta a corrompere persone di qualsivoglia estrazione sociale al solo scopo trasformare in farsa situazioni di ogni tipo, come un incontro per il titolo mondiale dei pesi massimi di pugilato, una battuta di caccia o la cena in un ristorante di lusso; i suoi bersagli preferiti sono situazioni ed eventi cari all'alta società britannica, come una rappresentazione dell'Amleto di Shakespeare, un'asta di Sotheby's o la prestigiosa regata Oxford-Cambridge.
La sua burla più colossale è una finta crociera esclusiva Londra-New York a bordo del transatlantico The Magic Christian, durante la quale egli architetta ogni genere di situazioni scandalose e di scherzi feroci ai danni dei notabili e facoltosi passeggeri, la maggior parte dei quali finirà per tentare la fuga dalla nave, in preda al panico, salvo poi rendersi conto che il piroscafo in realtà non ha mai lasciato il porto londinese, poiché non è altro che un gigantesco teatro di posa con decine di attori e figuranti, tutti ovviamente stipendiati dallo stesso Grand.
L'ultima, terribile beffa simbolica sarà piazzare in riva al Tamigi una grossa vasca colma di sangue, urina ed escrementi, spargervi banconote in gran quantità e infine, con un altoparlante, invitare chiunque passi di lì a prendere il denaro gratuitamente: a riprova di quanto il ricco burlone ha sempre sostenuto sul genere umano, in tanti si immergeranno nell'orrendo liquame pur di impossessarsi dei soldi.

## Produzione
Numerosi i camei all'interno del film: vi compaiono ad esempio John Cleese e Graham Chapman (quest'ultimo non accreditato), entrambi coautori della sceneggiatura e di lì a poco fondatori del gruppo comico Monty Python; Laurence Harvey è l'interprete di Amleto che trasforma in uno strip-tease il celeberrimo monologo: «Essere o non essere...» della tragedia shakespeariana; Richard Attenborough è il coach dell'equipaggio di Oxford nell'annuale regata sul Tamigi; all'imbarco sul Magic Christian si notano sosia di John Lennon e Yōko Ono e di Aristotele Onassis con sua moglie Jacqueline; a bordo del piroscafo, Leonard Frey è un falso psichiatra dalle intenzioni ambigue, Christopher Lee un vampiro, Roman Polański un solitario avventore del bar, abbordato da una drag queen a sua volta interpretata da Yul Brynner e Raquel Welch è un'aguzzina che nella finta sala macchine incalza a colpi di frusta schiave rematrici nude. La scena finale della vasca fu girata a South Bank, Londra, nell'area dove negli anni settanta sarebbe sorto il Royal National Theatre.

## Colonna sonora
Tre brani della colonna sonora provengono dall'album Magic Christian Music (1969) del gruppo Badfinger che all'epoca incideva per la Apple Records di proprietà dei Beatles; in particolare la canzone Come and Get It, che apre e chiude la pellicola, fu scritta appositamente per i Badfinger da Paul McCartney. Altra canzone presente nel film è Something in the Air, singolo lanciato quello stesso anno dal gruppo Thunderclap Newman e anni dopo (1993) intrerpretato anche da Tom Petty and the Heartbreakers.

## Accoglienza
Alla sua uscita nei cinema, il film venne accolto da critiche generalmente negative. Time utilizzò la parola «declino» per la prima volta riferita alla carriera di Peter Sellers: «Il film si proponeva di dare una sonora lezione all'ideologia della classe medio-alta; invece è solo l'ennesima satira fiacca, talvolta greve, con elementi risibili di lascivia omosessuale recitati sopra le righe». Più positivo fu il New York Times che lodò la recitazione di Ringo Starr e Sellers. Christopher Null del sito web filmcritic.com afferma che la pellicola «è troppo sopra le righe per essere presa seriamente in considerazione come profonda dichiarazione critica».